# 송내초등학교
송내초등학교는 대한민국 경기도 부천시 원미구에 있는 공립 초등학교이다.

## 학교 연혁
- 1992. 05. 04. 송내초등학교 설립인가
- 1994. 03. 01. 개교 12학급 편성(1~4학년)
- 1994. 03. 01. 초대 김광채 교장 부임
- 1996. 03. 01. 교육부지정 인성교육 자율시범학교 지정(2년간)
- 2006. 09. 01. 현대화 사업 과학실 개편
- 2007. 09. 12. 4층 선진화컴퓨터실 개관
- 2007. 10. 25. 솔향기관 강당 개관
- 2007. 11. 30. 경기도교육청 ‘명품교육 프로그램 인증’ 평가 우수학교 표창 수상
- 2007. 12. 27. 경기도교육청 환경교육 우수학교 표창 수상
- 2008. 09. 24. 솔밭 도서관 개관
- 2008. 11. 07. 경기도 열린 학교 홈페이지 한마당축제 수상 (~2002)
- 2010. 09. 05. 영어실 구축
- 2011. 01. 24. 교무지원센터 구축
- 2011. 03. 01. 경기도교육청 혁신학교 지정
- 2011. 04. 01. 경기도교육청 학교교육과정 우수학교 표창
- 2011. 09. 01. 수업분석실 및 예절체험실 구축
- 2011. 12. 26. 경기도교육청 교육정보화 우수학교 표창
- 2012. 02. 14. 제16회 졸업식
- 2012. 03. 01. 15학급 편성 (유치원3학급)
- 2012. 09. 01. 제9대 오이영 교장 부임
- 2013. 12. 31. 경기혁신교육 및 자율장학 우수학교 표창
- 2014. 01. 20. 경기도교육청 학부모 학교참여 우수학교 표창
- 2014. 02. 14. 제18회 졸업식(42명 졸업 누계 1870명)
- 2014. 03. 01. 경기도교육청 지정 예절체험학습장 운영
- 2014. 03. 01. 15학급 편성(유치원 3학급)